# رابي
رابي هي البلدية في قسم فوج في لورين في شمال شرق فرنسا.